# Paraguay en los Juegos Olímpicos de Londres 2012
Paraguay estuvo representado en los Juegos Olímpicos de Londres 2012 por ocho deportistas, cuatro hombres y cuatro mujeres, que compitieron en seis deportes.
El portador de la bandera en la ceremonia de apertura fue el nadador Benjamin Hockin. El equipo olímpico paraguayo no obtuvo ninguna medalla en estos Juegos.